# Camillo Sivori
Ernesto Camillo Sivori (Génova, 25 de octubre de 1815 - 19 de febrero de 1894) fue un violinista y compositor italiano. 

## Biografía
Camillo Sivori fue amigo y discípulo de Niccolò Paganini, y también estudió con Agostino y Giacomo Costa Delle Piane, este último también fue un discípulo de Paganini. Al igual que Paganini, su forma de tocar está reconocida por su gran virtuosismo técnico.
En 1827, Camillo Sivori comenzó una carrera como concertista itinerante con un viaje, que duró casi sin interrupción hasta 1864. En 1846 en Inglaterra, fue el primero en tocar el Concierto en mi menor de Felix Mendelssohn, de nuevo viajó a este país en 1851 y 1864. Vivió varios años en París.
Camillo Sivori colaboró con compositores contemporáneos, como Franz Liszt, del que hizo la primera representación de Réquiem en re menor de Luigi Cherubini.
Camillo Sivori es conocido por la adaptación de piezas particulares para su interpretación; reescribió estas piezas, algunas consideradas absurdas y se hizo popular con el Gran Duo Concertante, compuesto por Giovanni Bottesini para dos contrabajos, que cambió Sivori para violín y contrabajo. 